# Socio Vanildo Lima Marcelo
Socio Vanildo Lima Marcelo war ein brasilianischer Hersteller von Automobilen.

## Unternehmensgeschichte
Vanildo Lima Marcelo gründete 1979 das Unternehmen in Fortaleza. Er begann mit der Produktion von Automobilen. Der Markenname lautete entsprechend seinen Initialen VLM. 1987 endete die Produktion. Ego Veículos setzte die Produktion fort.

## Fahrzeuge
Im Angebot standen VW-Buggies. Die Basis bildete ein Fahrgestell von Volkswagen do Brasil mit Heckmotor. Darauf wurde eine offene Karosserie aus Fiberglas montiert.